# リチャード・ムラー
リチャード・A.ミュラー (英: Richard A. Muller、1944年1月6日 - ) は、アメリカ合衆国の物理学者、カリフォルニア大学バークレー校教授。 ローレンスバークレー国立研究所の教員上級科学職も兼務。
2010年の初めに、ミュラーと彼の娘のエリザベスは、 気候変動の懐疑論について主要な懸念、特に地球表面温度の記録に取り組むことを目的とした非営利団体で地球温暖化に関する独立研究機関「バークレーアース」を設立しソール・パールムッターらとともに、運営している。
カリフォルニア大学バークレー校で行なっている科学入門講義は「学生が投票で選ぶベスト講義」に選出された。30年以上にわたり米国政府機関の顧問を務めており、米国国会の要請で行われた地球温暖化の証拠見直し作業において審査官を務めた。

## 来歴
サウスブロンクスで育ったミュラーは、PS 65（141st St）、中学校22（167th St）、ブロンクス科学高等学校などのニューヨーク市の公立学校に通っていた 
コロンビア大学で学士号を取得し、カリフォルニア大学バークレー校で物理学の博士号を取得した。また、大学院生時代には、ノーベル賞受賞者ルイス・ウォルター・アルヴァレズの下で素粒子物理学の実験に携わった。
その後、ムラーは、地球科学の分野にも手を広げた。最もよく知られているのは、太陽にはまだ発見されていない伴星矮星が存在する可能性があるというネメシス仮説である。この仮説は、太陽系内に入ってくる彗星のフラックスに影響を与えるオルト雲の摂動が、2,600万年の周期的な絶滅現象を説明できる可能性があるというものである。1978年アラン・T・ウォーターマン賞受賞。
2011年3月、米国下院科学・宇宙・技術委員会で、予備的なデータから全体的な地球温暖化の傾向が確認されたと証言した。また、2012年7月28日には、「人間がほとんどすべての原因である」と述べている。
ムラーは、カール・ペニーパッカーとともに、バークレーのリアルタイム超新星探査を開始した。

## 著書
- 今この世界を生きているあなたのためのサイエンス 1 (2010)
- 今この世界を生きているあなたのためのサイエンス 2 (2010)
- サイエンス入門 1 (2011)
- サイエンス入門 2 (2012)
- バークレー白熱教室講義録 文系のためのエネルギー入門 (2013)
- エネルギー問題入門 (2014)
- Nemesis：The Death Star （ Weidenfeld＆Nicolson 、1988） ISBN 0-7493-0465-0
- Three Big Bangs：Comet Crashes、Exploding Stars、and the Creation of the Universe （with coauthor Phil Dauber、with Addison-Wesley 1996） ISBN 0-201-15495-1
- 氷河期と天文学的な原因：データ、スペクトル分析、メカニズム （共著者のGordon JF MacDonaldとの共著、2002年） ISBN 3-540-43779-7
- イエスの罪 （歴史小説、Auravision Publishing 1999） ISBN 0-9672765-1-9
- 未来の大統領のための物理学 （ WW Norton 、2008） ISBN 978-0-393-33711-2
- インスタント物理学者：イラスト付きガイド （ WW Norton 、2010） ISBN 978-0-393-07826-8
- 未来の大統領のための物理学と技術：すべての世界のリーダーが知る必要のある本質的な物理学の紹介 （ プリンストン大学出版会 、2010年4月） ISBN 978-0-691-13504-5
- 未来の大統領のためのエネルギー：見出しの背後にある科学 （ WW Norton 、2012） ISBN 978-0-393-34510-0
- Now：The Physics of Time （ WW Norton 、2016） ISBN 978-0-393-28523-9